# Iris (piosenkarka)
Iris lub Airis, właśc. Laura van den Bruel  (ur. 19 stycznia 1995 w Morkhoven) – belgijska wokalistka, reprezentantka Belgii podczas 57. Konkursu Piosenki Eurowizji w 2012 roku.

## Życiorys
Interesowała się muzyką od najmłodszych lat. W dzieciństwie dołączyła do chóru lokalnej szkoły, a jej idolkami były Beyoncé Knowles oraz Kelly Clarkson, które były dla niej inspirujące. W 2010 roku została dostrzeżona na konkursie talentów organizowanym przez magazyn Joepie i wytwórnię muzyczną Sonic Angel. Po wygraniu konkursu otrzymała kontrakt płytowy z wytwórnią, która wydała jej debiutancki singiel „Wonderful” oraz teledysk do niego.
W listopadzie 2011 roku w programie Eén flamandzkiego nadawcy publicznego VRT ogłoszono, że Iris została wybrana wewnętrznie na reprezentantkę Belgii podczas 57. Konkursu Piosenki Eurowizji organizowanego w Baku. Tym samym została najmłodszą reprezentantką kraju w historii. Jak wyznała w wywiadzie sama Iris, udział w konkursie był jej marzeniem od dziecka. Razem z nadawcą telewizyjnym oraz wytwórnią muzyczną zaczęła szukać autorów tekstów oraz kompozytorów. Rezultatem poszukiwań były dwa utwory: „Safety Net” and „Would You”. Pierwszy opowiadał o młodej dziewczynie tęskniącej za bezpieczeństwem w coraz szybciej rozwijającym się świecie. Drugi opisywał kobietę, która wątpi w szczerość uczuć swojego ukochanego. W tekście utworu zastanawia się, czy gdyby doszło do rozstania, mężczyzna tęskniłby za nią, czy nie. W połowie marca 2012 roku obie kompozycje zostały wykonane przez Iris podczas specjalnego programu A Song For Iris. W trakcie jego trwania telewidzowie wybrali konkursową propozycję dla piosenkarki, którą została piosenka „Would You?”. 22 maja Iris wystąpiła z nią w pierwszym półfinale Konkursu Piosenki Eurowizji z ósmym numerem startowym i zajęła ostatecznie przedostatnie, siedemnaste miejsce z 16 punktami na koncie, przez co nie zakwalifikowała się do finału.
W 2012 roku Iris wydała swój debiutancki album studyjny zatytułowany Seventeen, który promowały single „Wonderful”, „Would You” i „Welcome to My World”. Rok później ukazał się jej nowy singiel – „Tomorrow I’ll Be OK”.

## Dyskografia

### Albumy studyjne
| Rok  | Informacje                                                                                   | Pozycja na liście |
| Rok  | Informacje                                                                                   | Ultratop BEL      |
| ---- | -------------------------------------------------------------------------------------------- | ----------------- |
| 2012 | Seventeen - Data wydania: 26 kwietnia 2012 - Wydawca: SonicAngel - Formaty: Download digital | 30                |

### Single
| Rok  | Tytuł                 | Pozycja na liście | Album     |
| Rok  | Tytuł                 | Ultratop BEL      | Album     |
| ---- | --------------------- | ----------------- | --------- |
| 2011 | „Wonderful”           | 28                | Seventeen |
| 2012 | „Would You?”          | 19                | Seventeen |
| 2012 | „Welcome to My World” | 12 (propozycje)   | Seventeen |